# Center Hotel (Tel Awiw)
Hotel Center (hebr. מלון סנטר) – trzygwiazdkowy hotel (***) w Tel Awiwie, w Izraelu.

## Położenie
Hotel jest usytuowany przy placu Dizengoff, w osiedlu Centrum Tel Awiwu w Tel Awiwie.

## Historia
Budynek został wybudowany w 1948 według projektu architekta Haima Meshulama. Początkowo nazywał się on Hotel Gazit, obecnie Hotel Center.

## Architektura
Budynek zaprojektowano w stylu międzynarodowym, dominującym w tym okresie w Tel Awiwie. Wchodzi on w skład  architektonicznego zespołu miejskiego Białego Miasta Tel Awiwu, który został umieszczony w 2003 na Liście światowego dziedzictwa UNESCO, jako największe na świecie skupisko budynków modernistycznych. Został on stworzony w latach 30. XX wieku przez pochodzących z Niemiec żydowskich architektów, którzy kształcili się na uczelni artystycznej Bauhaus (powstał w niej styl architektoniczny nazywany modernizmem). Niektórzy z tych architektów, w tym Arje Szaron, przyjechali do Palestyny i przystosowali poglądy modernizmu do lokalnych warunków, tworząc w Tel Awiwie największe na świecie skupisko budynków wybudowanych w tym stylu.

## Pokoje i apartamenty
Hotel dysponuje 56 pokojami hotelowymi i apartamentami. Każdy pokój wyposażony jest w klimatyzację, łazienkę do użytku prywatnego, sejf w pokoju, balkon, dostęp do Internetu bezprzewodowego, telefon z linią bezpośrednią i telewizję kablową.
Hotel świadczy dodatkowe usługi w zakresie: bezpłatnych śniadań, personelu wielojęzycznego, wypożyczaniu telefonów komórkowych, sejfu w recepcji i transportu z lotniska. Dla ułatwienia komunikacji w budynku jest winda.

## Inne udogodnienia
Znajduje się tutaj sala konferencyjna z zapleczem do obsługi zorganizowanych grup. W hotelu jest restauracja i kawiarnia.